# عين الحلزون
عين الحلزون هي قرية لبنانية من قرى قضاء عاليه في محافظة جبل لبنان.